# Bevolking
Bevolking, populatie of bewoners van een grondgebied zijn de mensen die in een bepaald geografisch gebied of land leven. Als zodanig wordt het ook wel voor dieren en andere organismen gebruikt, maar dan wordt meestal gesproken over populatie. Er moet worden onderscheiden tussen bewoner en inwoner. Een bewoner is kort gezegd ‘iemand die ergens woont’; een inwoner is een ingezetene van een bepaald gebied of een plaats, vaak met een officiële betekenis.
Vaak wordt het woord bevolking in combinatie met het begrip bevolkingsomvang gebruikt om het aantal bewoners aan te duiden. Het kan dan zowel gaan om formeel geregistreerde ingezetenen als om mensen die om de een of andere reden niet bekend zijn bij overheidsinstanties – hetzij door een gebrekkige bevolkingsadministratie, hetzij doordat mensen zich aan inschrijving hebben onttrokken of zich na vestiging nog niet gemeld hebben. Veel statistische bureaus zullen het aantal ongeregistreerde inwoners schatten om tot een zo waarheidsgetrouw mogelijk inwonertal te komen.
De bevolkingsdichtheid geeft aan hoeveel mensen of organismen een bepaalde oppervlakte-eenheid bewonen. Dit wordt bijvoorbeeld uitgedrukt in inwoners per vierkante kilometer.
Bevolking en bevolkingsdichtheid van een gebied is statistische informatie die op veel plaatsen is terug te vinden, bijvoorbeeld in een willekeurige atlas. Al naargelang het gebruik van deze informatie kunnen de aantallen zijn opgesplitst naar bevolkingsgroepen, leeftijd of geslacht. In dat geval wordt er gesproken over de bevolkingssamenstelling.